# 니카라과 운하

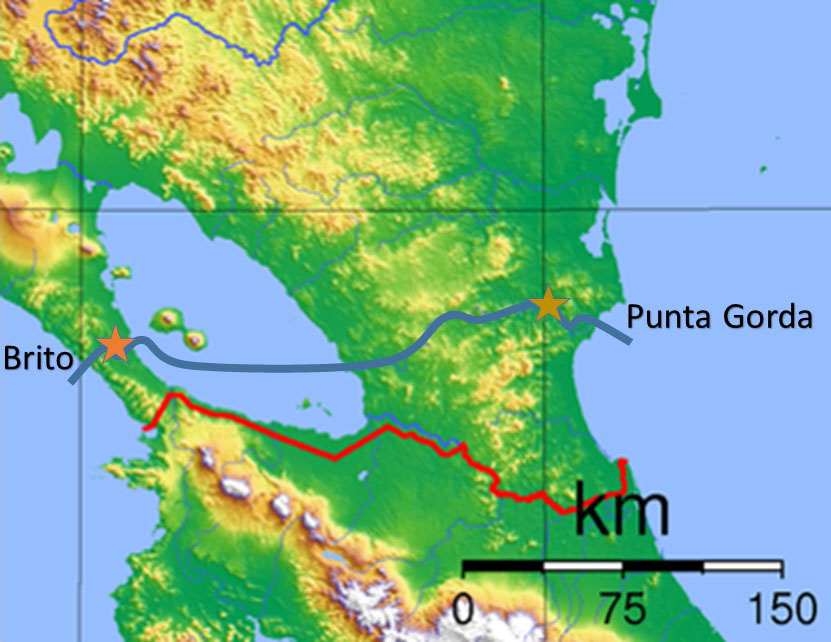

니카라과 운하는 니카라과의 산후안 강(San Juan River)을 통과하여 태평양과 대서양을 연결하는 바닷길이다. 프랑스의 나폴레옹 3세가 19세기 초에 운하의 타당성에 대한 기사를 써서 이에 미국은 니카라과에 운하를 건설할 계획이였으나, 20세기 초 프랑스로부터 파나마 운하를 사들인 뒤에 계획을 철회하였다.
세계 무역이 지속적으로 증가되었기 때문에, 경제적인 타당성이 높은 프로젝트이다. 2013년 6월 니카라과 국회는 홍콩 HKND 그룹(HKND Group)과 50년 양도권에 관한 법률안을 통과시켰다. 운하가 가동되자마자, 50년을 추가 연장할 수 있다. 대략 500억 달러가 들어갈 것으로 예상되며, 공사는 2014년 12월 22일 착공하였다. 2020년에 개통될 예정이다.

## 같이 보기
- 파나마 운하
- 수에즈 운하
- 이스탄불 운하
- 끄라 운하